# Cratere Aix
Aix è un cratere sulla superficie di Gaspra.